# Lycoperdininae

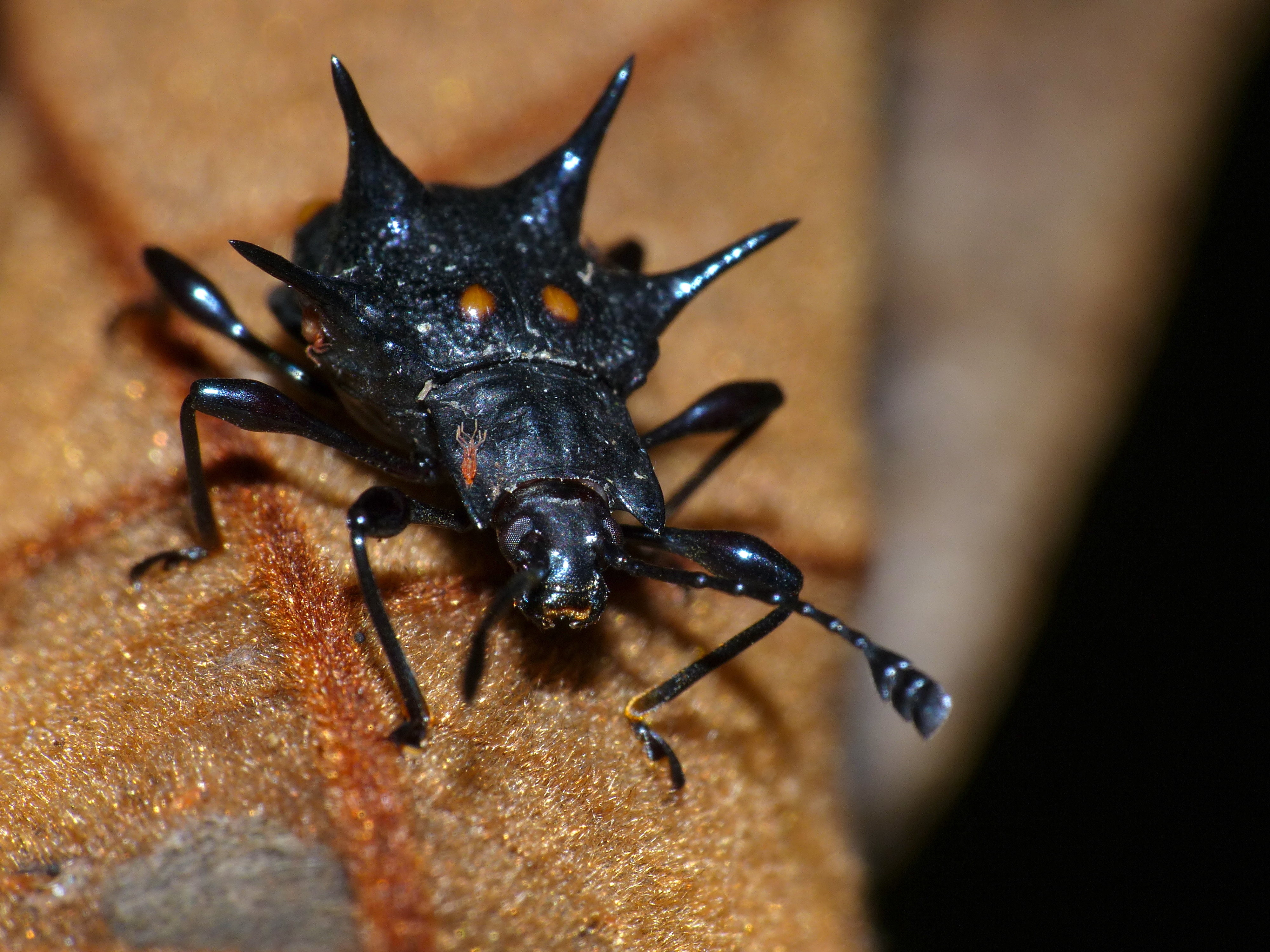
Cacodaemon

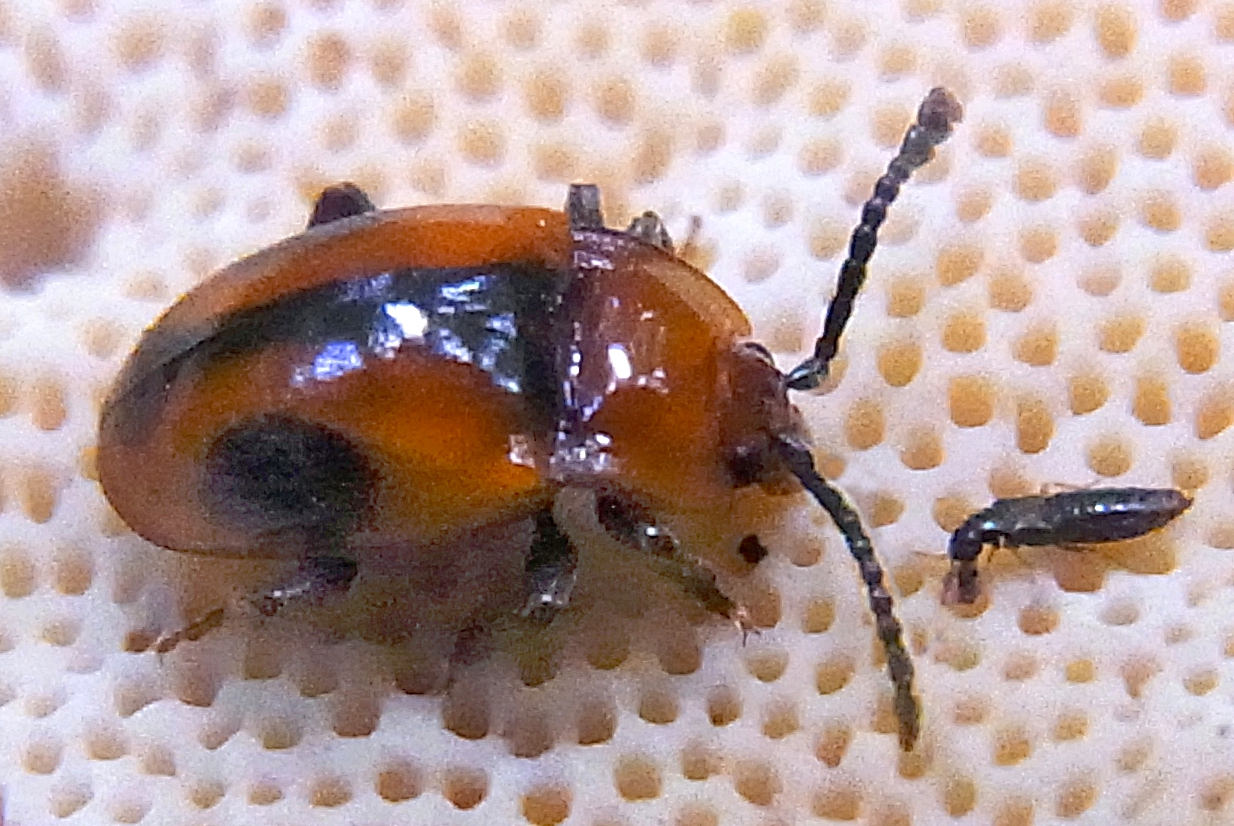
Mycetina cruciata

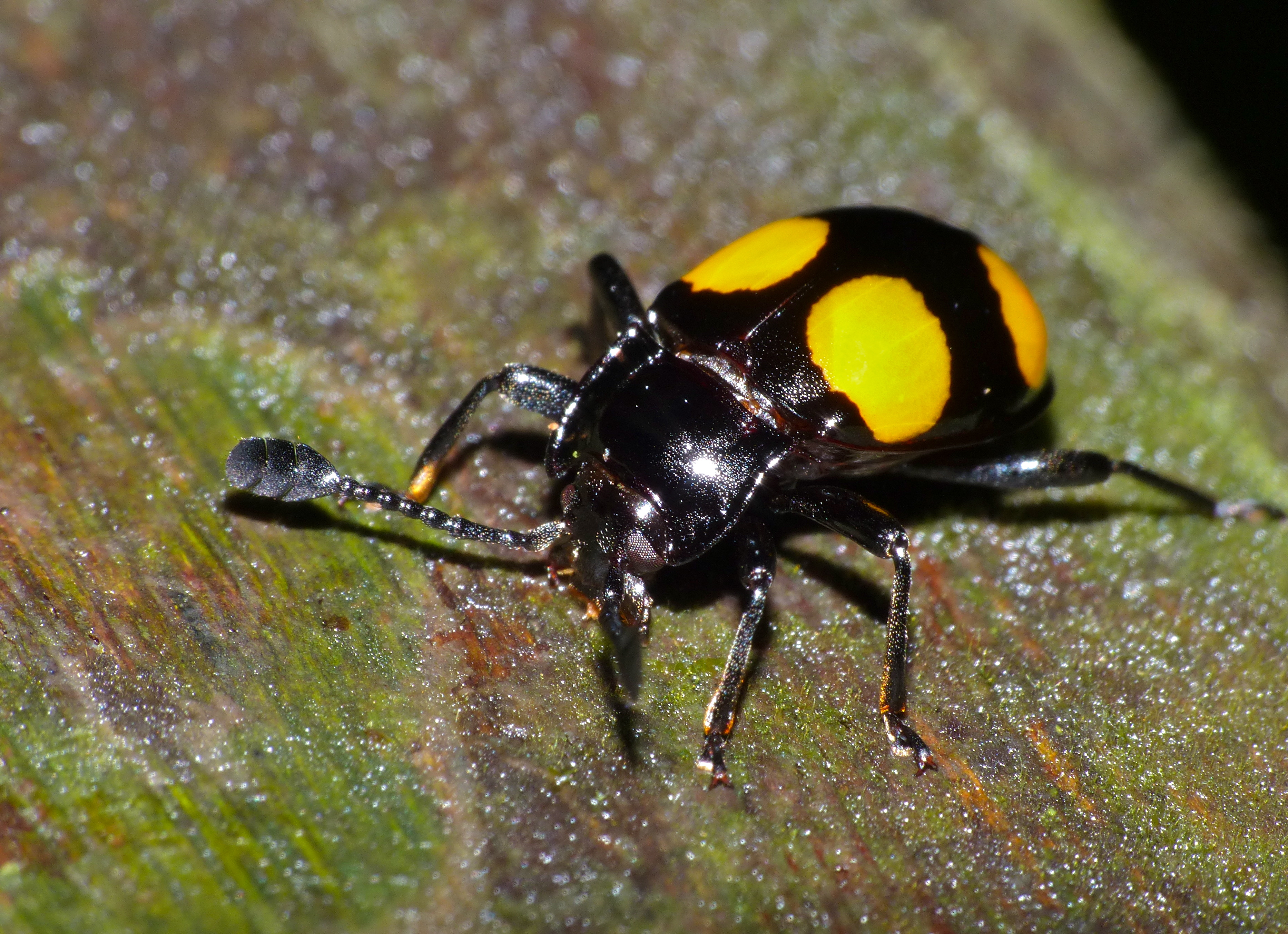
Eumorphus quadriguttatus

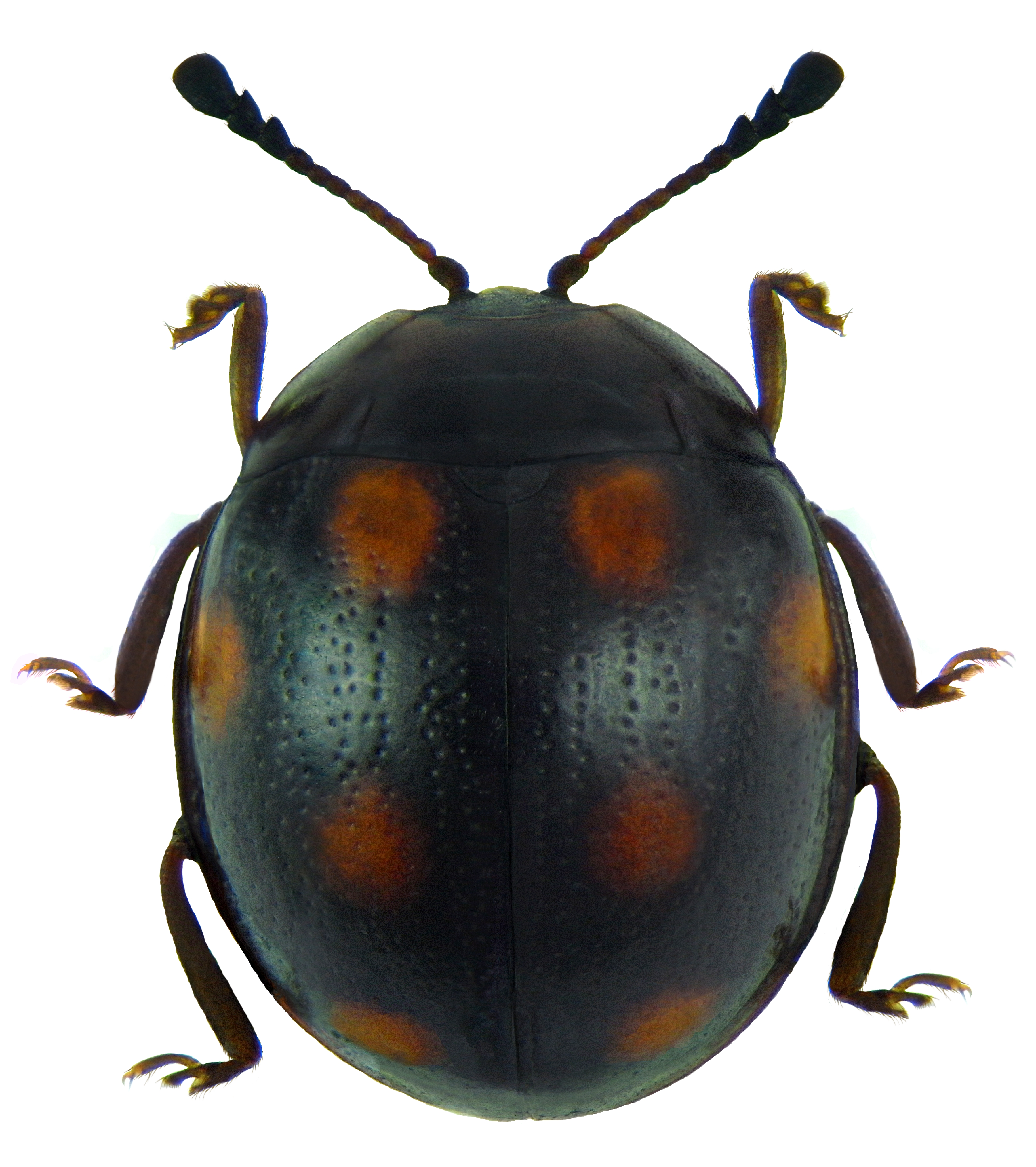
Beccariola wallacei

Lycoperdininae (лат.) — подсемейство жуков-плеснеедов (Endomychidae). Около 635 видов.
Встречаются повсеместно.

## Описание
Жуки средних размеров. Длина около 1 см (от 3 мм у Daulis, Daulotypus и Dapsa до 20 мм у Eumorphus). Тело удлиненно-овальное, выпуклое; голова частично втянута в переднегрудь. Усики 11-члениковые, булава состоит из трёх сегментов. Формула лапок: 4-4-4. Трудно не согласиться с Gerstaecker (1858), что Lycoperdininae — самые крупные и красивые жуки среди Endomychidae. Чаще всего они чёрные, коричневые или красные, почти всегда с контрастными отметинами на надкрыльях (пятнами, полосами, поперечными перевязями). Некоторые таксоны также имеют удивительный орнамент в виде длинных шипов или высоких бугорков на надкрыльях. Такая окраска предполагает, что Lycoperdininae, как и большинство Coccinellidae, имеющих апосематическую окраску, неприятны или даже ядовиты для хищников. Впечатляющие украшения, такие как шипы, также могут служить защитой от хищников. К сильно развитым половым признакам приводит наличие различных зубцов, шипов, утолщений или бахромы волос на ногах (главным образом на голенях и бедрах)..

## Систематика
В составе подсемейства 38 родов и более 635 видов, что делает его крупнейшим в составе семейства Endomychidae. Подсемейство было впервые выделено и описано в 1844 году австрийским энтомологом Людвигом Редтенбахером. В большинстве филогенетических анализах монофилетическое подсемейство Lycoperdininae составляло большую общую группу высших плеснеедов («Higher Endomychidae») вместе с Endomychinae, Epipocinae, Stenotarsinae и Xenomycetinae.
- Achuarmychus Tomaszewska & Leschen, 2004
- Acinaces Gerstäcker, 1858
- Amphisternus Germar, 1843
- Amphistethus Strohecker, 1964
- Ancylopus Costa, 1854
- Aphorista Gorham, 1873
- Archipines Strohecker, 1953
- Avencymon Strohecker, 1971
- Beccariola Arrow, 1943
- Brachytrycherus Arrow, 1920
- Cacodaemon Thomson, 1857[4].
- Callimodapsa Strohecker, 1974
- Chetryrus Villiers, 1953
- Corynomalus Chevrolat in' Dejean, 1836
- Cymbachus Gerstaecker, 1857
- Cymones Gorham, 1886
- Dapsa Latreille in Cuvier, 1829
- Daulis Erichson, 1842
- Daulotypus Lea, 1922
- Dryadites Frivaldszky, 1883
- Encymon Gerstaecker, 1857
- Eumorphus Weber, 1801
- Gerstaeckerus Tomaszewska, 2005
- Haploscelis Blanchard, 1845
- Hylaia Chevrolat, 1836
- Indalmus Gerstaecker, 1858
- Lycoperdina Latreille, 1807
- Malindus Villiers, 1953
- Microtrycherus Pic, 1937
- Mycetina Mulsant, 1846
- Ohtaius Chûjô, 1938
- Parindalmus Achard, 1922
- Platindalmus Strohecker, 1979
- Polymus Mulsant, 1846
- Pseudindalmus Arrow, 1920
- Sinocymbachus Strohecker & Chûjô, 1970
- Spathomeles Gerstaecker, 1857
- Stictomela Gorham, 1886
- Stroheckeria Tomaszewska, 2006
- Trycherus Gerstaecker, 1857

## Распространение
Lycoperdininae распространены во всех частях мира с максимальным разнообразием в Юго-Восточной Азии (21 род, из них 16 эндемичных), с предположительно наиболее плезиоморфными членами подсемейства (Achuarmychus, Archipines, Daulis, Daulotypus), встречающимися в Южной Америке и Австралии. Несколько родов известны из Афротропической и Палеарктической областей, в то время как только три рода распространены в Неарктике, четыре рода в Неотропике и два рода известны в Австралии.